# Stipularia
Stipularia là một chi thực vật có hoa trong họ Thiến thảo (Rubiaceae).

## Loài
Chi Stipularia gồm các loài: